# Lieve van Kessel
Lieve van Kessel (Amsterdã, 15 de setembro de 1977) é uma jogadora de hóquei sobre a grama neerlandesa que já atuou pela seleção de seu país.

## Olimpíadas de 2004
Lieve conquistou uma medalha de prata nos Jogos Olímpicos de Atenas de 2004. A seleção neerlandesa chegou às semifinais após terminar a fase de grupos do torneio em primeiro lugar, com quatro vitórias em quatro jogos. Em 24 de agosto, os Países Baixos derrotaram a Argentina por 4 a 2, conseguindo vaga na grande final, que foi disputada dois dias depois contra as alemãs. Na decisão, a Alemanha venceu por 2 a 1, e Lieve ficou com a prata.